# Kuščarji
Kuščarji (znanstveno ime Lacertilia) so zelo velika in razširjena skupina luskinastih plazilcev, z več kot 5000 različnimi primerki, razširjenimi po vseh kontinentih, z izjemo Antarktike in nekaterih oceanskih otoških verig. Skupina, tradicionalno prepoznavna kot podvrsta Lacertilia, je definirana z vsemi sedanjimi člani kot Lepidosauria (plazilci s prekrivajočimi se luskami), ki niso ne sphenodonti (npr. Tuatara) ne kače.  
Kuščarji imajo po navadi ude (izjema, glej slepec) in zunanja ušesa, medtem ko kače nimajo nič od naštetega. Kuščarji in kače imajo premično kvadratno kost, kar jih razlikuje od sphenodontov, ki imajo bolj primitivno in trdno lobanjo. Mnogi kuščarji lahko izgubijo rep v procesu bega pred plenilci (avtotomija), vendar to ni značilno za vse kuščarje. Vid, vključno z barvnim vidom, je dobro razvit pri večini kuščarjev in večina komunicira med sabo s telesno govorico ali svetlimi barvami svojega telesa, kot tudi s feromoni. Odrasli primerki lahko merijo od nekaj cm, npr. nekateri kameleoni in gekoni, nekateri varani, npr. komodoški varan, pa dosežejo tudi do 3 m. Nekateri zdaj že izumrli varani, so dosegli še večjo dolžino. Izumrli vodni mozazavri so v dolžino merili kar 17 m, dolžina velikega Megalania prisca pa je ocenjena na 7 m.

## Fiziologija
Vid je pomemben za večino kuščarjev, tako za lov kot za komunikacijo in kot taki imajo mnogi kuščarji izjemno oster barvni vid. Za večino kuščarjev vid zavisi za prepoznavo telesne govorice, ki zavzema različne poze, migljaje in premike, s katerimi označujejo ozemlje, rešujejo spore (borba za samice, ozemlje) in privabljajo spolne partnerje. Nekateri kuščarji uporabljajo svetle barve. Te barve so dobro vidne plenilcem, vendar so pogosto skrite med luskami ali po trebuhu, tako da jih kuščarji pokažejo samo po potrebi.
Posebna inovacija v tem pogledu je tudi svetlo obarvana kožna guba, podbradek na vratu, po navadi skrita med luskami. Ko je prikaz potreben, kuščar premakne podjezičnico v vratu, kar povzroči znatno povečanje obarvane kože pod glavo, kar se lahko uporablja za komunikacijo. Nekatere vrste so posebno znane po tem, vzorci pa lahko vključujejo tudi barve, vidne pod ultravijolično svetlobo, saj jo nekateri kuščarji lahko zaznajo.

## Evolucija in medsebojno sorodstvo
Zadržanje osnovne 'plazilske' amniotne telesne oblike kuščarjev daje misliti, da so tudi marsikatere sedanje ali izumrle živali bile kuščarji. Temu seveda ni tako, saj so kuščarji dobro definirana vrsta luskinarjev.
Najzgodnejši "kuščar" je bil zelo površno podoben kuščarjem, vendar je imel trdno, škatlasto lobanjo z odprtinami samo za oči, nosnice,... To so bili t. i. anapsidi. Želve so obdržale takšno obliko. Zgodnji anapsidi so kasneje dobili dodatne luknje za zasidranje večjih, močnejših čeljustnih mišic. Takšni, z enojno luknjo synapsidi, so dali kuščarjem podobne pelycosaure, ki so vključevali dimetrodone in terapside, vključno s cynodonti, iz katerih so se razvili moderni sesalci.
Diapsidi, ki posedujejo senčno luknjico (temporal fenestra) pred in eno za očesom, so se še naprej diverzificirali. Ena veja, arhozavri, so obdržali osnovno diapsidno lobanjo in so poganjek velikemu sprektru novih živali, od katerih so najbolj znani krokodili, pterozavri, dinozavri in njihovi nasledniki ptiči. Ihtiozavri in pleziozavrii so izvirali iz iste diapsidne skupine.
Manjši lepidozavri, ki bi lahko dali razvoj kuščarjem, so začeli zmanjševati lobanje, kar jih je naredilo lažje in bolj fleksibilne. Moderna Tuatara je obdržala osnovno lepidozaversko lobanjo, kar jo razlikuje od pravih kuščarjev kljub zunanji podobnosti. Luskinarji, vključno s kačami in vsemi pravimi kuščarji, so lobanji še nadalje zmanjšali težo na račun spodnjega roba spodnje odprtine lobanje.

### Raznolikost kuščarjev
Znotraj Lacertilie so štiri na splošno priznane podvrste, Iguania, Gekkota, Amphisbaenia in Autarchoglossa, s slepimi skinki v družini Dibamidae, ki imajo nedoločeno pozicijo. Tradicionalno izključene iz kuščarjev, so kače po navadi klasificirane kot družina s podobnim podvrstnim redom.

#### Legvani
Podvrsta legvanov, ki se nahaja v Afriki, južni Aziji, Avstraliji, Novem svetu, po otokih zahodnega Pacifika, tvori sestrsko skupino preostalih luskarjev. V glavnem živijo na drevesih in imajo mesnate, neoprijemalne jezike, vendar je ta lastnost zelo preobražena pri kameleonih.
Ta vsebuje naslenje družine:
- Družina Agamidae – Agamidni kuščarji, drevesni kuščarji Starega sveta
- Družina	Chamaeleonidae – Kameleoni
- Družina	Corytophanidae – Čeladasti kuščarji
- Družina	Crotaphytidae – Kuščarji ovratničarji, leopardji kuščarji
- Družina	Hoplocercidae – Pritlikavi in bodičasti legvani
- Družina	Iguanidae – Ameriški drevesni kuščarji, legvani
- Družina	Opluridae – Malagaški legvani
- Družina	Phrynosomatidae – Severnoameriški bodičasti kuščarji
- Družina	Polychrotidae – Anoli in sorodni
- Družina	Tropiduridae – Tropski kuščarji

#### Gekkota
So aktivni lovci, vključene pa imajo tri družine, s komprosmisnimi svetovljanskimi gekoni in avstralskimi in novozelandskimi plavutonožnimi kuščarji. Kot kače, tudi gekonom in plavutonožnim kuščarjem manjkajo veke. Za razliko od kač, pa uporabljajo svoj jezik za čiščenje pogosto visoko razvitih oči. Medtem ko ima gekon posebne oprijemalne površine, s katerimi lahko pleza po steklu in teče po stropu, so plavutonožni kuščarji izgubili svoje okončine.
Tri družine te podvrste so:
- Družina Eublepharidae – eublepharidni gekoni
- Družina Gekkonidae – gekoni
- Družina Pygopodidae – plavutonožni kuščarji

## Odnosi z ljudmi
Večina kuščarjev ni nevarnih ljudem. Samo največji kuščarji utegnejo biti smrtonosni. Komoški varan je poznan po tem, da lahko zasleduje, napade in ubije človeka. Strupi kuščarjev po navadi niso smrtonosni, vendar povzročajo bolečine predvsem zaradi kombinacije z močnim ugrizom. Veliko kuščarjev je domačih ljubljenčkov.
Simbol kuščarja je vključen v veliko kultur po svetu (npr. Tarrotarro v avstralski aboriginski mitologiji). Ljudstvo Moche davnega Peruja so častili živali in pogosto uporabljali kuščarje v svojih umetninah. Po pribljubljeni legendi iz indijske Maharaštre so se napadalci na trdnjavo Sinhagad z vrvmi privezali na kuščarje in z njihovo pomočjo preplezali obzidje.
Zelene legvane jedo v srednji Ameriki in Uromastyxe v Afriki. V severni Afriki so Uromastyxi obravnavani kot dhaab oz. 'riba puščave' in jedo jih puščavska nomadska plemena.

## Klasifikacija
Podred Lacertilia (Sauria) - kuščarji
- Družina †Bavarisauridae
- Družina †Eichstaettisauridae
- Infrared Iguania (Legvani)
  - Družina †Arretosauridae
  - Družina †Euposauridae
  - Družina Corytophanidae (čeladasti kuščarji)
  - Družina Iguanidae (legvani in bodičastorepi legvani)
  - Družina Phrynosomatidae (brezušesni kuščar, bodičasti kuščar, Urosaurus, obstransko popackani kuščarji in rogati kuščarji)
  - Družina Polychrotidae (anoli)
    - Družina Leiosauridae (glej Polychrotinae)

  - Družina Tropiduridae (neotropski talni kuščarji)
    - Družina Liolaemidae (glej Tropidurinae)
    - Družina Leiocephalidae (glej Tropidurinae)

  - Družina Crotaphytidae (kuščarji ovratničarji in leopardji kuščarji)
  - Družina Opluridae (madagaskarski legvani)
  - Družina Hoplocercidae
  - Družina †Priscagamidae
  - Družina †Isodontosauridae
  - Družina Agamidae (agame)
  - Družina Chamaeleonidae (kameleoni)
- Infrared Gekkota
  - Družina Gekkonidae (gekoni)
  - Družina Pygopodidae (breznogi kuščarji)
  - Družina Dibamidae (slepi kuščarji)
- Infrared Scincomorpha
  - Družina †Paramacellodidae
  - Družina †Slavoiidae
  - Družina Scincidae (skinki)
  - Družina Cordylidae (bodičastorepi kuščarji)
  - Družina Gerrhosauridae
  - Družina Xantusiidae (nočni kuščarji)
  - Družina Lacertidae (kuščarice)
  - Družina †Mongolochamopidae
  - Družina †Adamisauridae
  - Družina Teiidae
  - Družina Gymnophthalmidae
- Infrared Diploglossa
  - Družina Anguidae
  - Družina Anniellidae
  - Družina Xenosauridae
- Infrared Platynota
  - Družina Varanidae
  - Družina Lanthanotidae
  - Družina Helodermatidae
  - Družina †Mosasauridae (morski kuščarji)